# Più tardi al buio
Più tardi al buio (After Dark, My Sweet) è un film statunitense del 1990 diretto da James Foley.
Esso è basato sull'omonimo romanzo di Jim Thompson del 1955.

## Produzione
È stato girato interamente a Indio (California).